# Roberto Holsen
Roberto Carlos Holsen Alvarado, né le 10 août 1976 à Callao au Pérou, est un footballeur international péruvien qui évoluait au poste d'attaquant. Il est actuellement entraîneur.

## Biographie

### Carrière en club
Roberto Holsen a la particularité d'avoir joué et marqué pour les trois clubs les plus populaires du Pérou : l'Alianza Lima, le Sporting Cristal et l'Universitario de Deportes. Il a d'ailleurs été champion du Pérou en 2001 avec le premier.

### Carrière en sélection
International péruvien, Roberto Holsen joue 22 matchs (pour cinq buts inscrits) entre 1999 et 2003. 
Il figure dans le groupe des sélectionnés lors des Copa América de 1999 et de 2001 - où il atteint à chaque fois les quarts de finale - et participe également à la Gold Cup de 2000, où son équipe atteint les demi-finales, éliminée par la Colombie (1-2).
Il joue enfin trois matchs comptant pour les tours préliminaires de la coupe du monde 2002.

#### Buts en sélection
| Buts en sélection de Roberto Holsen | Buts en sélection de Roberto Holsen | Buts en sélection de Roberto Holsen                | Buts en sélection de Roberto Holsen | Buts en sélection de Roberto Holsen | Buts en sélection de Roberto Holsen | Buts en sélection de Roberto Holsen |
|                                     | Date                                | Lieu                                               | Adversaire                          | Score                               | Résultat                            | Compétition                         |
| ----------------------------------- | ----------------------------------- | -------------------------------------------------- | ----------------------------------- | ----------------------------------- | ----------------------------------- | ----------------------------------- |
| 1.                                  | 17 juin 1999                        | Estadio Palogrande, Manizales (Colombie)           | Colombie                            | 0-2                                 | 3-3                                 | Amical                              |
| 2.                                  | 29 juin 1999                        | Estadio Defensores del Chaco, Asuncion (Paraguay)  | Japon                               | 2-1                                 | 3-2                                 | CA 1999                             |
| 3.                                  | 29 juin 1999                        | Estadio Defensores del Chaco, Asuncion (Paraguay)  | Japon                               | 3-2                                 | 3-2                                 | CA 1999                             |
| 4.                                  | 19 février 2000                     | Orange Bowl, Miami (États-Unis)                    | Honduras                            | 1-0                                 | 5-3                                 | GC 2000                             |
| 5.                                  | 18 juillet 2001                     | Estadio Olímpico Pascual Guerrero, Cali (Colombie) | Mexique                             | 1-0                                 | 1-0                                 | CA 2001                             |

### Carrière d'entraîneur
Roberto Holsen connaît sa première expérience comme entraîneur en 2013 à la tête du Defensor Bolívar de Tumbes, club évoluant en Copa Perú (l'équivalent de la 3e division péruvienne). Il a l'occasion de diriger, toujours en Copa Perú, le Sport Collao en 2018, le Maristas de Huacho en 2021, le FC Cahusiños de Puno en 2022, puis le San Andrés de Runtu en 2023.

## Palmarès(joueur)
Alianza Lima
- Championnat du Pérou (1) :
  - Champion : 2001.